# Jesús Andrés Lugones Ruggeri
Jesús Andrés Lugones Ruggeri (Mendoza, 26 dicembre 1991) è uno schermidore argentino, specializzato nella spada.

## Palmarès
- Campionati panamericani

Santiago del Cile 2015: bronzo nella spada a squadre.
Montréal 2017: argento nella spada a squadre.
L'Havana 2018: oro nella spada individuale.